# Palm Springs (film, 2020)
Palm Springs je americká filmová komedie z roku 2020, kterou natočil režisér Max Barbakow podle scénáře Andyho Siary. Hlavní role ve filmu ztvárnili Andy Samberg a Cristin Miliotiová a v dalších se představili například Peter Gallagher, J. K. Simmons, Camila Mendes a Tyler Hoechlin. Premiéra proběhla v lednu 2020 na festivalu Sundance a od července toho roku byl uveden na webu Hulu. Odehrává se na svatbě v Palm Springs, kde Nyles (Samberg) uvízl v časové smyčce. Do té později přivede ještě Roye (Simmons), který se mu snaží pomstít, a Sarah (Milioti), do níž se zamiluje. Originální hudbu k filmu složil Matthew Compton. Dále jsou na soundtracku použity písně například od Genea Clarka („No Other“), Johna Calea („Barracuda“ a „You Know More Than I Know“), Leonarda Cohena („The Partisan“) a kapel Khruangbin („August 10“) a 10 000 Maniacs („Like the Weather“).

## Obsazení
- Andy Samberg jako Nyles
- Cristin Miliotiová jako Sarah Wilder
- J. K. Simmons jako Roy
- Peter Gallagher jako Howard Wilder
- Meredith Hagner jako Misty
- Camila Mendes jako Tala Anne Wilder
- Tyler Hoechlin jako Abraham Eugene Trent „Abe“ Schlieffen
- Chris Pang jako Trevor
- Jacqueline Obradors jako Pia Wilder
- June Squibb jako Nana Schlieffen
- Jena Friedman jako Daisy (barmanka)
- Tongayi Chirisa jako Jerry
- Dale Dickey jako Darla